# Dwight Muhammad Qawi
Dwight Muhammad Qawi, född som Dwight Braxton den 5 januari 1953 i Baltimore, Maryland, död 25 juli 2025 i Camden, New Jersey, var en amerikansk boxare. Qawi var en av de första dominanta inom den nystartade viktklassen cruiservikt, som ligger snäppet under tungvikt. Qawi tappade världsmästartiteln mot Evander Holyfield och lyckades sedan aldrig återta den. Senare i karriären mötte Qawi George Foreman under dennes spektakulära comeback. Qawi hade inte en chans och blev utslagen av Foreman.
Qawi föddes i Baltimore men växte upp i Camden, New Jersey.